# Ranoidea xanthomera

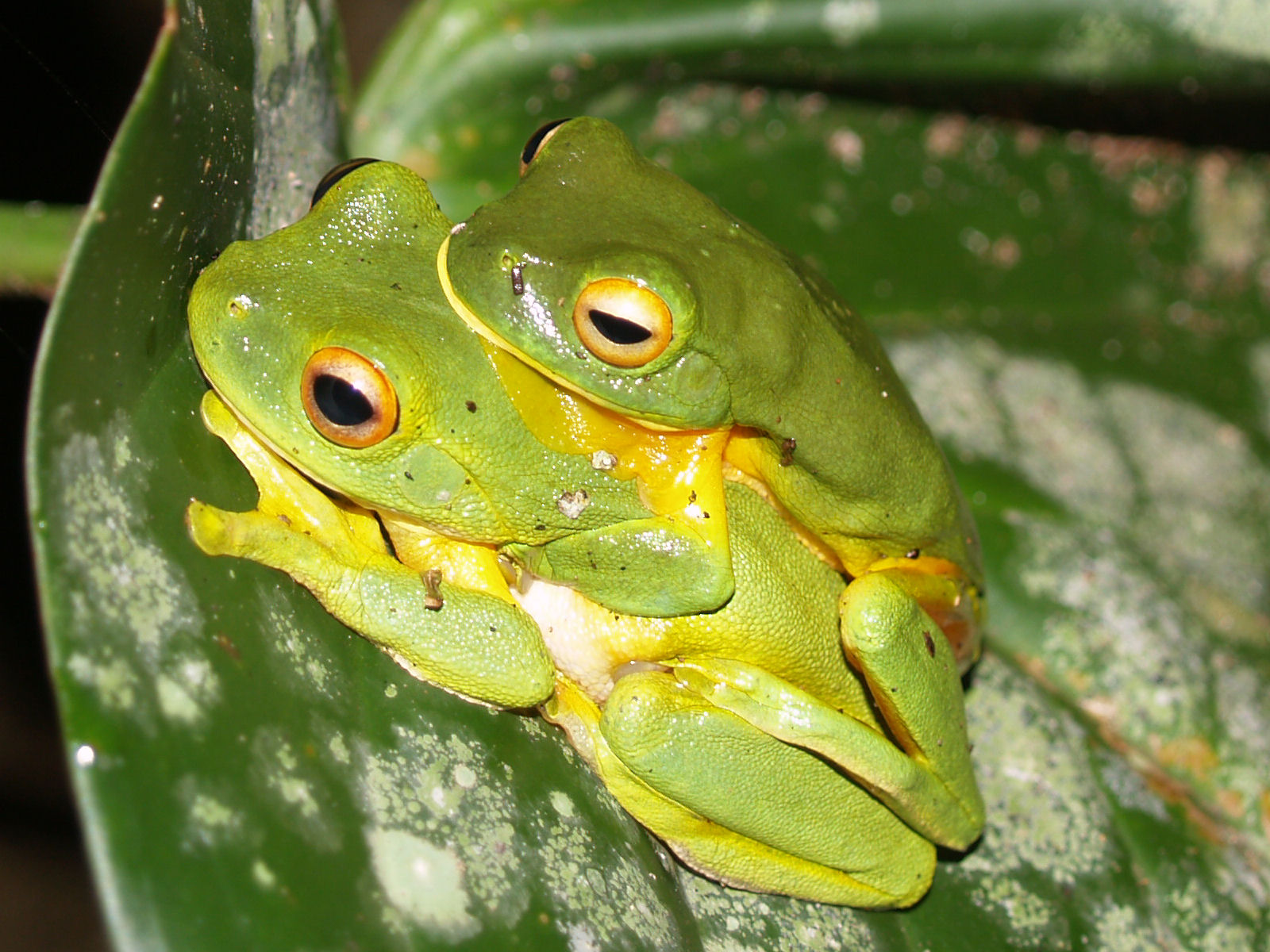
Ranoidea xanthomera podczas ampleksusu

Ranoidea xanthomera – gatunek płaza bezogonowego z podrodziny Pelodryadinae w rodzinie rzekotkowatych (Hylidae). 
Żaby te występują na północno-wschodnim wybrzeżu australijskiego stanu Queensland. Stwierdzano je w przedziale wysokości 100–1500 m n.p.m.